# Куп Мађарске у фудбалу 1998/99.
Куп Мађарске у фудбалу 1998/99. (мађ. 1998–1999-оs magyar labdarúgókupa) је било 59. издање серије, на којој је екипа Дебрецин ВШК тријумфовала по 1. пут.

## Четвртфинале[3]
| Тим #1      | Резултат | Тим #2               |
| ----------- | -------- | -------------------- |
| 1999.       |          |                      |
| Ђер ЕТО     | 1 : 0    | ФК Њиређхаза Спартак |
| 1999.       |          |                      |
| ФК Вац      | 3 : 1    | ФК Сомбатхељ         |
| 1999.       |          |                      |
| ФК Татабања | 3 : 1    | ФК Ујпешт            |
| 1999.       |          |                      |
| ФК Дебрецин | 3 : 1    | ФК Диошђер           |

## Полуфинале
| Тим #1       | Резултат | Тим #2  |
| ------------ | -------- | ------- |
| 1999.        |          |         |
| Дебрецин ВШК | 2 : 1    | Ђер ЕТО |
| 1999.        |          |         |
| ФК Татабања  | 3 : 0    | ФК Вац  |

## Финале
| Дебрецин ВШК                              | 2 : 1    | ФК Татабања      |
| ----------------------------------------- | -------- | ---------------- |
| Габор Багољ 21’ · Карољ Гелеји 80’ (а.г.) | Извештај | Јожеф Киприч 50’ |